# Passage (Samael)
Passage è il quarto album in studio del gruppo musicale svizzero Samael, pubblicato il 19 agosto 1996 dalla Century Media Records.

## Tracce
1. Rain – 4:01
2. Shining Kingdom – 3:37
3. Angel's Decay – 3:37
4. My Savior – 4:09
5. Jupiterian Vibe – 3:23
6. The Ones Who Came Before – 3:42
7. Liquid Soul Dimension – 3:42
8. Moonskin – 3:57
9. Born Under Saturn – 4:18
10. Chosen Race – 4:08
11. A Man in Your Head – 3:43

## Formazione
- Vorph - voce, chitarra
- Kaos - chitarra
- Mas - basso
- Xy - percussioni, tastiera, programmazione